# Сорокин (Краснодарский край)
Сорокин — хутор в муниципальном образовании «город Горячий Ключ» Краснодарского края России. Входит в состав Саратовского сельского округа.

## География
Хутор расположен в центральной части края, на северных склонах западной части Главного Кавказского хребта, вдоль долины реки Псекупс. Возле хутора отстроен коттеджный поселок «Сорокино Хутор».

## История
Согласно Закону Краснодарского края от 10 марта 2004 года № 669-КЗ хутор Сорокин вошёл в состав образованного муниципального образования город Горячий Ключ.

## Население
| 2002 | 2010 |
| ---- | ---- |
| 27   | ↘22  |

Национальный состав
Согласно результатам переписи 2002 года, в национальной структуре населения русские составляли 70 % от 27 жителей.

## Инфраструктура
Социальные объекты в населённом пункте отсутствуют. Развит туризм.

## Транспорт
Доступен хутор автомобильным транспортом. Проходит автодорога регионального значения 03 ОП РЗ 03К-173 «Магистраль „Дон“ — ст-ца Саратовская — г. Горячий Ключ» с выездов на федеральную автомагистраль «Дон». 
Остановка общественного транспорта «Сорокин» (на декабрь 2019).

## Археология
Палеолитические местонахождения Сорокин находятся между станицей Саратовской и хутором Сорокин. Культуросодержащий слой местонахождения Сорокин относится к морской изотопной стадии MIS 7 (~250—200 тыс. л. н.) и синхронен среднеплейстоценовой узунларской террасе/трансгрессии Чёрного моря. Каменная индустрия местонахождения Сорокин относится к концу раннего палеолита и отличается наличием леваллуазской технологии первичного расщепления и изготовлением двусторонне-обработанных обушковых ножей (кайльмессеров). Сходная каменная индустрия выявлена на Тенгинском местонахождении на левом берегу реки Шапсухо на юго-восточной окраине посёлка Тенгинка.